# Carlos Humberto Romero
Pour les articles homonymes, voir Carlos Romero.
Carlos Humberto Romero Mena, né le 29 février 1924 à Chalatenango et mort le 27 février 2017 à San Salvador, est un homme d'État salvadorien.
Il a été le président de la République du 1er juillet 1977 au 15 octobre 1979, date à laquelle il est renversé par un coup d'État de la junte révolutionnaire de gouvernement.
Avant de devenir président, Romero a également été ministre de la Défense et de la Sécurité publique sous la présidence du colonel Arturo Armando Molina.